# 2,4-ジヒドロキシ安息香酸
2,4-ジヒドロキシ安息香酸(2,4-Dihydroxybenzoic acid)またはβ-レソルシル酸(β-resorcylic acid)は、ジヒドロキシ安息香酸の異性体の1つである。
レゾルシノールのカルボキシル誘導体であり、かつ安息香酸のジヒドロキシ誘導体である3つの結晶性の酸の異性体の1つである。
スミミザクラの培養細胞に由来するシアニジン配糖体の分解産物である。また、ヒトがクランベリージュースを飲んだ後の血漿に含まれる代謝物質でもある。